# Lo-Reninge
Lo-Reninge là một đô thị ở tỉnh Tây Flanders. Đô thị này gồm các thị trấn Lo, Noordschote, Pollinkhove và Reninge. Tại thời điểm ngày 1 tháng 1 năm 2006, Lo-Reninge có dân số 3.306 người. Tổng diện tích là 62,94 km² với mật độ dân số là 53 người trên mỗi km².

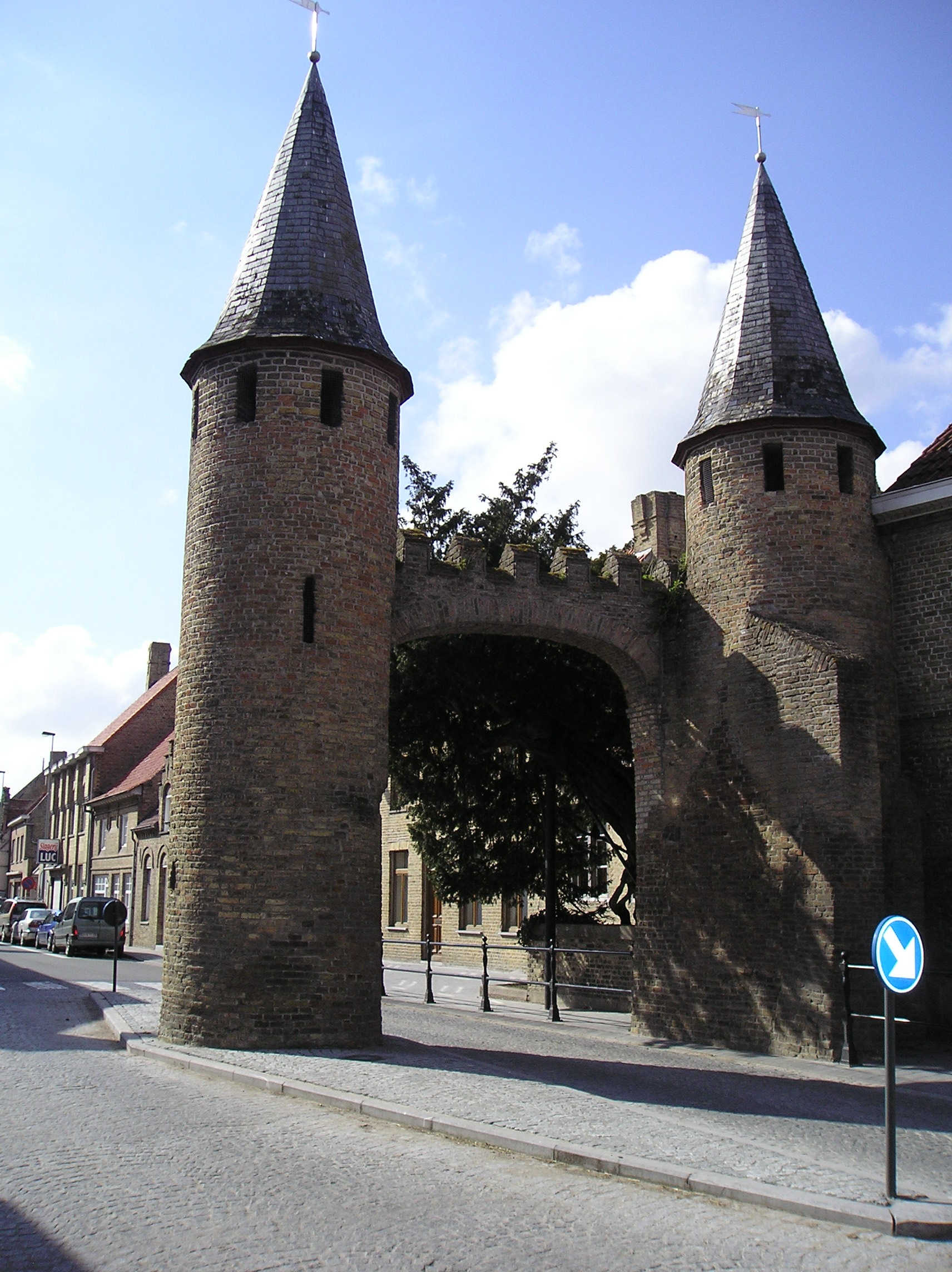
Tường bao thành Lo thế kỷ 13